# إل ديبارغ
إل ديبارغ (بالإنجليزية: El DeBarge)‏ هو مغني ومغن مؤلف وعازف بيانو ومنتج أسطوانات أمريكي، ولد في 4 يونيو 1961 في ديترويت في الولايات المتحدة.

## وصلات خارجية
- الموقع الرسمي
- إل ديبارغ على موقع IMDb (الإنجليزية)
- إل ديبارغ على موقع ميوزك برينز (الإنجليزية)
- إل ديبارغ على موقع إن إن دي بي (الإنجليزية)
- إل ديبارغ على موقع ديسكوغز (الإنجليزية)
- إل ديبارغ على موقع قاعدة بيانات الفيلم (الإنجليزية)